# Патросиниу (микрорегион)

Патросиниу на карте.

Патросиниу (порт. Microrregião de Patrocínio) — микрорегион в Бразилии, входит в штат Минас-Жерайс. Составная часть мезорегиона Триангулу-Минейру-и-Алту-Паранаиба. 
Население составляет 	197 700	 человек (на 2010 год). Площадь — 	11 986,840	 км². Плотность населения — 	16,49	 чел./км².

## Демография
Согласно сведениям, собранным в ходе переписи 2010 г. Национальным институтом географии и статистики (IBGE), население микрорегиона составляет:						
| Полное население                             | Полное население                             | Полное население                             | Полное население                             | 197 700 |
| -------------------------------------------- | -------------------------------------------- | -------------------------------------------- | -------------------------------------------- | ------- |
| в том числе:                                 | Городское население                          | 166 164                                      | Процент городского населения, %              | 84,05   |
|                                              | Сельское население                           | 31 536                                       | Процент сельского населения, %               | 15,95   |
|                                              | Мужское население                            | 100 623                                      | Процент мужского населения, %                | 50,90   |
|                                              | Женское население                            | 97 077                                       | Процент женского населения, %                | 49,10   |
| Плотность населения, чел/км²                 | Плотность населения, чел/км²                 | Плотность населения, чел/км²                 | Плотность населения, чел/км²                 | 16,49   |
| Население микрорегиона в % к населению штата | Население микрорегиона в % к населению штата | Население микрорегиона в % к населению штата | Население микрорегиона в % к населению штата | 1,01    |

## Статистика
- Валовой внутренний продукт на 2003 год составляет 1 217 993 933,00 реалов (данные: Бразильский институт географии и статистики).
- Валовой внутренний продукт на душу населения на 2003 год составляет 6250,89 реалов (данные: Бразильский институт географии и статистики).
- Индекс развития человеческого потенциала на 2000 год составляет 0,781 (данные: Программа развития ООН).

## Состав микрорегиона
В составе микрорегиона включены следующие муниципалитеты:
1. Абадия-дус-Дорадус
2. Коромандел
3. Крузейру-да-Форталеза
4. Дорадокуара
5. Эстрела-ду-Сул
6. Групиара
7. Ираи-ди-Минас
8. Монти-Кармелу
9. Патросиниу
10. Ромария
11. Серра-ду-Салитри